# Max Ziegler
Max Ziegler (* 25. Januar 1921 in Bauma; † 24. Juni 2012 in Zürich) war ein Schweizer Architekt, der in Zürich arbeitete.

## Leben
Max Ziegler war Sohn eines Pfarrers im Tösstal. Er begann während den Jahren des Zweiten Weltkriegs das Architekturstudium an der ETH Zürich und diplomierte unter Hans Hofmann. Seine erste Stelle hatte er im Büro von Werner Stücheli, ab 1948 arbeitete er als Partner des Architekturbüros Pestalozzi & Schucan, von dem er 1959 alleiniger Inhaber wurde. Das Büro wurde 1982 aufgelöst. Max Ziegler wohnte in Schwerzenbach.
Ziegler war in der Schweiz ein bedeutender Architekt der Nachkriegsmoderne. Er baute in den 1950er-, 1960er- und 1970er-Jahren zahlreichen Schulhäusern, Verwaltungsbauten, sowie Gewerbe- und Industriegebäude im Raum Zürich, aber auch in anderen Teilen der Schweiz. Die Bauten sind im soliden geradlinigen Stil des Funktionalismus gehalten.

## Arbeiten und Entwürfe
- 1953–1957, 1961–1967: Kantonsschule Wetzikon
- 1962–1967: Lehrgebäude für das Bauwesen, Standort Hönggerberg der ETH Zürich
- 1966–1967: Wohnhaus Schwerzenbach
- 1970: Siegerprojekt Ideenwettbewerb neuer Hauptbahnhof Zürich
- 1973–1978: Richtplan und erste Bauetappe Universität Zürich-Irchel